# Порт-Луї (округ)
Порт-Луї (англ. Port Louis) - округ Маврикія, розташований на північному заході острова Маврикій. За переписом 2010 року, чисельність населення становить 128 483 осіб, район займає площу 42,7 км², щільність населення - 3008,97 чол./км². В окрузі знаходиться однойменна столиця Маврикію місто Порт-Луї, який є найбільшим містом країни і найбільшим портом.